# HD 131562
HD 131562，又名CP-52 7634，SAO 242120、HR 5556，是一颗恒星，视星等为5.38，位于銀經321.28，銀緯5.56，其B1900.0坐标为赤經14h 49m 9.9s，赤緯-52° 5.56′ 13″。